# 莊奇顯
莊奇顯（1587年—1622年），字允元，號九微，福建晋江人，明朝政治人物，萬曆癸丑榜眼及第。

## 生平
萬曆四十一年（1613年），莊奇顯登一甲第二名進士，授翰林院編修。次年，奉慈圣太后遗诏往河间诸路宣读。因父喪去职。萬曆四十八年（1620年），回朝。天啟二年（1622年），升任南京國子監司業，不久去世。